# Athmallik
Athmallik (o Athmalik, Kaintaragarh) è una città dell'India di 11.383 abitanti, situata nel distretto di Angul, nello stato federato dell'Orissa. In base al numero di abitanti la città rientra nella classe IV (da 10.000 a 19.999 persone).

## Geografia fisica
La città è situata a 20° 43' 0 N e 84° 31' 60 E e ha un'altitudine di 66 m s.l.m..

## Società

### Evoluzione demografica
Al censimento del 2001 la popolazione di Athmallik assommava a 11.383 persone, delle quali 5.863 maschi e 5.520 femmine. I bambini di età inferiore o uguale ai sei anni assommavano a 1.501, dei quali 783 maschi e 718 femmine. Infine, coloro che erano in grado di saper almeno leggere e scrivere erano 7.365, dei quali 4.362 maschi e 3.003 femmine.